# Хващинский, Владимир Александрович
Влади́мир Алекса́ндрович Хващи́нский (бел. Уладзімір Аляксандравіч Хвашчынскі; род. 10 мая 1990, Бобруйск, Могилёвская область) — белорусский футболист, нападающий минского «Динамо». Мастер спорта Республики Беларусь международного класса (2011).

## Карьера

### Клубная
Уроженец Бобруйска, Владимир Хващинский начал учиться футболу в Бресте, в школе № 14. Окончив школу, поступил в университет в 2008 году и параллельно был зачислен в состав брестского «Динамо».
11 января 2013 года подписал контракт с минским «Динамо» сроком на 3 года. Дебютировал в матче Кубка Беларуси с солигорским «Шахтёром». Стать игроком основного состава у Владимира не получилось. Сначала он был за спинами Дмитрия Сычёва и Костина Курели. Затем, после прихода на пост тренера Роберта Масканта заменял нападающего Лазара Веселиновича. Однако, даже в матче квалификации Лиги Европы с турецким «Трабзонспором», после удаления Веселиновича в основе, в нападении, вышел полузащитник Ненад Адамович. В сезоне 2014 нападающий редко выходил на поле в составе «Динамо». В его активе 5 матчей (все — выход на замену), голов нет.
8 июля стало известно, что Хващинский отправлен в аренду в ФК «Минск» до конца сезона. За время аренды нападающий вышел на поле в 16 матчах и забил 6 мячей.
9 января 2015 стало известно, что Хващинский готовится к новому сезону в составе «Динамо». Вместе с «Динамо» Владимир провёл 2 подготовительных сбора в Турции, однако на заключительный сбор не отправился. В марте нападающий покинул команду и на правах свободного агента подписал контракт с «Минском». В новом клубе нападающий отыграл сезон 2015, забив в чемпионате 10 голов в 25 матчах.
В межсезонье проходил просмотр в бывшем клубе — минском «Динамо». 12 февраля 2016 был заключён контракт. Первый мяч после возвращения забил в ворота своей бывшей команды — одноклубникам из Бреста (матч чемпионата, победа минского «Динамо» 4:1). В первой половине сезона футболист мало играл, проиграв конкуренцию другим нападающим. После назначения Сергея Боровского главным тренером минчан, Хващинский получил больше игровой практики и стал лучшим бомбардиром «Динамо» в чемпионате Беларуси 2016 (8 мячей). 1 декабря продлил контракт. В сезоне 2017 забил 9 мячей в 23 матчах чемпионата Беларуси, став вторым бомбардиром команды. 10 августа 2017 продлил соглашение с клубом до конца сезона 2018. Сезон 2018 начинал, выходя на замену, однако вскоре закрепился в стартовом составе. С сентября вновь стал чаще выходить на замену. Всего за сезон забил 9 голов (6 — в чемпионате Беларуси, 3 — в Лиге Европы) и стал одним из лучших бомбардиров команды. По окончании контракта в декабре 2018 года покинул «Динамо».
В январе 2019 года подписал контракт с солигорским «Шахтёром». Не смог стать игроком основы, чередовал выходы в стартовом составе и на замену. В марте 2020 года был отдан в аренду «Минску», где стал основным игроком. В июле по окончании аренды вернулся в Солигорск и расторг контракт с «Шахтёром».
10 июля 2020 году подписал контракт с минским «Динамо». Появлялся в основе, чередовал выходы в стартовом составе и на замену. В декабре продлил контракт с динамовцами.
В сезоне 2021 стал реже появляться на поле, выходил исключительно на замену. В июле был отдан в аренду в казахстанский клуб «Каспий». В декабре по окончании контракта покинул «Динамо».
В январе 2022 года подписал однолетний контракт с «Минском». Первый матч сыграл 18 марта 2022 года против минского «Динамо». Первый гол забил 15 апреля 2022 года в матче против «Слуцка». В матче 8 мая 2022 года против гродненского «Немана» отличился 2 забитыми голами. Был признан лучшим игроком 7 тура Высшей Лиги по версии АБФФ. В матче 18 октября 2022 года против мозырской «Славии» забил 4 гола. Стал лучшим бомбардиром клуба и вторым в Высшей Лиге с 20 забитыми голами и еще 4 результативными передачами. Попал в символическую сборную Высшей Лиги. Один из голов футболиста по итогу сезона, который был забил в ворота могилёвского «Днепра», попал в топ 10 голов Высшей Лиги. Стал лучшим лучшим футболистом Беларуси 2022 года. В декабре 2022 года покинул клуб по истечении срока действия контракта.
В начале декабря 2022 года появились сообщения, что к футболисту поступило предложение от минского «Динамо», а также, что проявляется интерес со стороны клубов ФНЛ, таких как «Шинник» и ульяновская «Волга». По информации источников 2 декабря 2022 года футболист присоединился к минскому клубу. Официально 4 декабря 2022 года минское «Динамо» сообщило о подписании с игроком контракта. Первый матч сыграл 18 марта 2023 года против «Ислочи», забив свой первый в сезоне гол, также отличившись результативной передачей. По итогу сезона футболист стал победителем чемпионата.
В январе 2025 года подписал контракт с «Ислочью».

### В сборной
Бронзовый призёр молодёжного чемпионата Европы 2011 в Дании. Вошёл в окончательную заявку олимпийской сборной Беларуси на Олимпийские игры 2012 в Лондоне, однако ни разу не вышел на поле. Выступал за олимпийскую сборную Беларуси в товарищеских матчах. Выступал за молодёжную сборную Беларуси. В неофициальном матче молодёжной сборной Беларуси против немецкой команды «Делинген» из 9-го дивизиона Германии сумел забить сразу пять мячей.
В национальной сборной Беларуси дебютировал 14 ноября 2012 года в товарищеском матче со сборной Израиля в Иерусалиме (2:1). Забил свой единственный мяч за сборную 25 марта 2013 года в товарищеском матче со сборной Канады в Дохе (2:0). Спустя 9 лет снова получил вызов в сборную.

## Достижения
Клубные
«Динамо» (Минск)
- Серебряный призёр чемпионата Беларуси: 2017
- Бронзовый призёр чемпионата Беларуси (3): 2013, 2016, 2018
- Чемпион Беларуси (2): 2023, 2024

«Шахтёр» (Солигорск)
- Бронзовый призёр чемпионата Беларуси: 2019
- Обладатель Кубка Беларуси: 2018/19

Сборная
Молодёжная сборная Беларуси
- Бронзовый призёр молодёжного чемпионата Европы: 2011

Личные
- Футболист года в Беларуси: 2022

## Личная жизнь
Студент Брестского государственного университета имени А. С. Пушкина, учится на факультете физического воспитания. Женат. Есть дочка и сын.